# إبراهيم بن يزيد النخعي
أَبُو عِمْرَانَ إِبْرَاهِيمُ بْنُ يَزِيدَ النَّخَعِيُّ الْكُوفِيُّ (47 هـ - 96 هـ) تابعي وفقيه وقارئ كوفي، وأحد رواة الحديث النبوي.

## سيرته
إبراهيم بن يزيد بن قيس بن الأسود بن عمرو بن ربيعة بن حارثة بن سعد بن مالك النخعي، الفقيه، الكوفي ولد سنة 47 هـ وقيل سنة 39 هـ، وهو ابن أخي علقمة بن قيس النخعي، وأمه هي مليكة بنت يزيد النخعية أخت الأسود وعبد الرحمن ابني يزيد النخعي وهم من كبار تابعي أهل الكوفة. وقد أدرك عددًا من أصحاب النبي محمد ﷺ، ولم يحدث عن أحد منهم. كما رأى عائشة بنت أبي بكر لما صحب عمه وخاله وهو صغير في رحلة الحج، حيث كان بين عائشة وأهله إخاء وود.
ونسبته إلى النَّخعِ - بفتح النون والخاء المعجمة وبعدها عين مهملة، وهي قبيلة كبيرة من مَذحج باليمن، واسم النَّخع هو جَسر بن عمرو بن عُلَه بن خالد بن مالك بن أُدَد، وإنما قيل له النخع لأنهُ انتخع من قومه : أي بعد عنهم، وخرج منهم خلق كثير.
ولما كان مُقام أهله بالكوفة، فقد ألمّ إبراهيم النخعي بعلم عبد الله بن مسعود، حتى صار هو وعامر الشعبي مفتيين لأهل الكوفة في زمانهما. وقد عرف له معاصريه علمه بالفُتيا، حيث قال سعيد بن جبير مستنكرًا طلب أهل الكوفة منه إفتاءهم، فقال: «أتستفتوني وفيكم إبراهيم؟». كما كان إبراهيم ممن حفظ القرآن، وقد أخذه عن عمه علقمة وخاله الأسود، وقرأ عليه سليمان بن مهران الأعمش وطلحة بن مصرف. وكان إبراهيم زاهدًا في الدُنيا، فقد رُوي عن امرأته هُنيدة أنه كان يصوم يومًا، ويفطر يومًا. كما كان يبغض المرجئة.
توفي إبراهيم النخعي سنة 96 هـ بالكوفة في خلافة الوليد بن عبد الملك، وعمره 49 سنة، وقيل 57 سنة، بعد وفاة الحجاج بن يوسف الثقفي بأربعة أشهر أو خمسة. وكان أعور. 

## روايته للحديث النبوي
- روى عن: خاله الأسود بن يزيد النخعي ومسروق بن الأجدع وعمه علقمة بن قيس النخعي وعبيدة بن عمرو السلماني وأبي زرعة بن عمرو بن جرير بن عبد الله البجلي وخيثمة بن عبد الرحمن والربيع بن خثيم وأبي الشعثاء المحاربي وسهم بن منجاب وسويد بن غفلة وشريح القاضي وشريح بن أرطاة وأبي معمر عبد الله بن سخبرة الأزدي وعبيد بن نضيلة وعمارة بن عمير وأبي عبيدة بن عبد الله بن مسعود وأبي عبد الرحمن السلمي وخاله عبد الرحمن بن يزيد النخعي وهمام بن الحارث[2] وعابس بن ربيعة وعبد الرحمن بن بشر بن مسعود الأزرق ونهيك بن سنان وهني بن نويرة ويزيد بن أوس وأبي عبد الله الجدلي[11]
- روى عنه: الحكم بن عتيبة وعمرو بن مرة الجملي وحماد بن أبي سليمان وسماك بن حرب والمغيرة بن مقسم وأبو معشر زياد بن كليب وأبو حصين عثمان بن عاصم ومنصور بن المعتمر وعبيدة بن معتب الضبي وإبراهيم بن مهاجر البجلي والحارث بن يزيد العكلي وسليمان بن مهران الأعمش وعبد الله بن عون وشباك الضبي وشعيب بن الحبحاب الأزدي وعطاء بن السائب وعبد الرحمن بن أبي الشعثاء المحاربي وعبد الله بن شبرمة وعلي بن مدرك وفضيل بن عمرو الفقيمي وهشام بن عائذ الأسدي وواصل بن حيان الأحدب وزبيد اليامي ومحمد بن خالد الضبي ومحمد بن سوقة ويزيد بن أبي زياد وأبو حمزة ميمون الأعور وعامر الشعبي[2] والحر بن مسكين والحسن بن عبيد الله النخعي وحكيم بن جبير والزبير بن عدي وأبو يعفور عبد الرحمن بن عبيد بن نسطاس وعبد الملك بن إياس الشيباني الأعور وأبو إسحاق السبيعي وأبو العنبس عمرو بن مروان النخعي وغالب أبو الهذيل[11]
- الجرح والتعديل: روى شعيب بن الحبحاب أن عامر الشعبي سأله يوم توفي إبراهيم النخعي: «أدفنتم صاحبكم؟»، فقال: «نعم». قال: «أما إنه ما ترك أحدًا أعلم منه، أو أفقه منه». قال شعيب: «ولا الحسن ولا ابن سيرين؟»، قال: «نعم، ولا من أهل البصرة، ولا من أهل الكوفة، ولا من أهل الحجاز. وفي رواية: ولا من أهل الشام». كما قال أحمد بن حنبل عنه: «كان إبراهيم ذكيًا، حافظًا، صاحب سُنّة».[2] أما عن روايته للحديث، فقد قال عبد الله بن عون أنه كان يُحدّث بالحديث بالمعاني.

 كما كان يُرسل في الحديث، إلا أن يحيى بن معين كان يقول: «مراسيل إبراهيم أحب إلي من مراسيل الشعبي». كما قال عنه العجلي: «لم يحدث عن أحد من أصحاب النبي ﷺ، وقد أدرك منهم جماعة، ورأى عائشة رؤيا، وكان مفتي أهل الكوفة، هو والشعبي في زمانهما، وكان رجلاً صالحًا فقيهًا متوقيًا، قليل التكلف، ومات وهو مختف من الحجاج». وقد روت له الجماعة في كتبهم.